# Asesinatos de Bear Brook
Los asesinatos de Bear Brook (también conocidos como Allenstown Four) fueron unos asesinatos cuyas víctimas fueron mujeres. Dos cuerpos se descubrieron en 1985 y dos en 2000, en el Parque Estatal Bear Brook en Allenstown, New Hampshire. Las cuatro víctimas estaban parcial o completamente esqueletizadas; se cree que murieron entre 1977 y 1981.
En 2017, los investigadores anunciaron que Terrence "Terry" Peder Rasmussen, que utilizaba múltiples alias, incluido Robert "Bob" Evans, era el sospechoso más probable. Su identidad fue confirmada por medio del ADN de un hijo de su primer matrimonio. También se confirmó, por medio del ADN, que era el padre de la niña de 2 a 4 años que fue una de las víctimas de Bear Brook. Se cree que es responsable de varios otros asesinatos, incluyendo el de Denise Beaudin, su novia conocida, que desapareció en 1981. Bajo el nombre de Evans, fue declarado culpable y condenado por el asesinato en 2002 de su entonces esposa. Murió en prisión en 2010.
En 2019, las tres mujeres biológicamente relacionadas fueron identificadas como la madre, Marlyse Elizabeth Honeychurch, y sus dos hijas (de padres biológicos diferentes) Marie Elizabeth Vaughn y Sarah Lynn McWaters, vistas por última vez en noviembre de 1978. La hija del medio, identificada como la hija de Rasmussen, permanece actualmente sin identificar. Basándose en la fecha de su desaparición, los documentos disponibles y las actividades de Rasmussen, lo más probable es que las víctimas murieran entre 1978 y 1981.

## Descubrimiento
El 10 de noviembre de 1985, un cazador encontró un bidón de 55 galones cerca del sitio de una tienda incendiada en el Parque Estatal Bear Brook en Allenstown, New Hampshire. Dentro estaban los cuerpos de una mujer adulta y una niña, envueltas en plástico (posiblemente una bolsa de basura). Las autopsias determinaron que ambas habían muerto por un fuerte traumatismo; más tarde fueron enterradas en la misma tumba.
El 9 de mayo de 2000, los restos de dos niñas fueron encontrados cerca del primer sitio descubierto. Estos cuerpos también estaban en un bidón de metal. La causa de la muerte de estas niñas fue también un traumatismo por objeto contundente.

## Examen

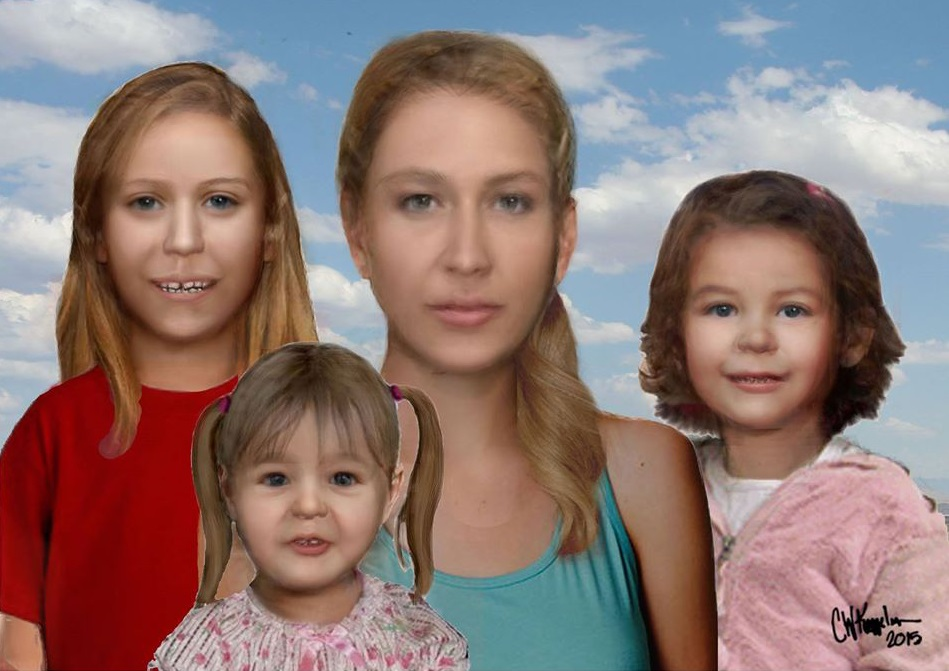
Reconstrucciones de las víctimas por Carl Koppelman. La niña representada en el extremo derecho no está identificada actualmente.

Se determinó que el adulto, identificado más tarde como Honeychurch, era un individuo caucásico con posible ascendencia nativa americana. Su edad en el momento de la muerte se estimó entre 23 y 33 años. Tenía el pelo rizado u ondulado marrón y medía entre 1,57 m y 1,70 m de altura. Sus dientes mostraban un trabajo dental significativo, incluyendo múltiples empastes y tres extracciones. Se pensaba que las tres chicas también tenían alguna ascendencia  nativa americana; tenían tez clara o europeo-americana.
La niña que se encontró con la mujer adulta, identificada más tarde como Vaughn, tenía entre 5 y 11 años. Tenía síntomas de neumonía, un diente frontal torcido y un diastema (espacio entre sus dientes superiores), dos pendientes en cada oreja, y medía entre 1,30 m y 1,37 m de altura. Su pelo era ondulado y marrón claro; no tenía empastes dentales.
La niña de edad intermedia, actualmente no identificada, también tenía un hueco entre sus dientes delanteros y murió a una edad entre 2 y 4 años. Tenía pelo castaño y medía alrededor de 1,12 m de altura. Tenía una sobremordida, que probablemente se notaba. También podía haber sufrido de anemia. El ADN demostró que esta niña fue engendrada por Terry Peder Rasmussen. En febrero de 2020, se anunció que los análisis de ADN sugerían que la niña era principalmente caucásica, con una ligera herencia asiática, africana y nativa americana. La organización publicó más tarde una versión actualizada de la reconstrucción facial del niño.
La niña más joven, identificada más tarde como McWaters, se estimó que tenía de 1 a 3 años de edad, tenía pelo largo rubio o castaño claro, medía entre 0,64 m y 0,76 m de altura y también tenía un espacio entre sus dientes delanteros.

## Investigación
En los primeros días de la investigación, las autoridades hicieron público el caso en los Estados Unidos y en algunas partes del Canadá. Se descartaron al menos diez posibles identidades. A pesar de los cientos de pistas, los cuerpos no fueron identificados. 
En junio de 2013, el Centro Nacional para Menores Desaparecidos y Explotados creó nuevas versiones de las reconstrucciones faciales de las víctimas. Estas versiones incorporaron su información dental, mostrando cómo sus dientes podrían haber afectado la apariencia de sus rostros. Las reconstrucciones fueron creadas en blanco y negro, ya que no se pudieron determinar los tonos de la piel y los colores de los ojos.
En noviembre de 2015, el Centro Nacional para Menores Desaparecidos y Explotados dio a conocer un tercer conjunto de reconstrucciones de las cuatro víctimas en una conferencia de prensa en la Oficina del Fiscal General del Estado de New Hampshire. 

### El ADN y las pruebas isotópicas
En 2014 la policía anunció que el análisis de ADN había revelado a través del ADN mitocondrial que la mujer y las niñas mayor y menor tenían una relación materna. Esto significa que la mujer podría haber sido la madre, tía o hermana mayor de las niñas. En 2015, la mujer fue identificada como la madre de las dos niñas. 
Otra información forense mostró que la mujer y los niños vivieron juntos en el noreste de los Estados Unidos entre dos semanas y tres meses antes de su muerte. Los investigadores han concluido que la mujer y dos de las niñas vivían en la zona donde se encontraron sus cuerpos. Las pruebas forenses avanzadas mostraron que la niña de 2 a 4 años de edad (identificada desde entonces como la hija de Rasmussen) probablemente pasó la mayor parte de su infancia en el Noreste o en Medio Oeste, tal vez en Wisconsin. Sin embargo, en 2019, se afirmó que la niña no emparentada probablemente era originaria de Arizona, Texas, California u Oregón, aunque no se pueden excluir otros lugares.

### Desarrollos posteriores

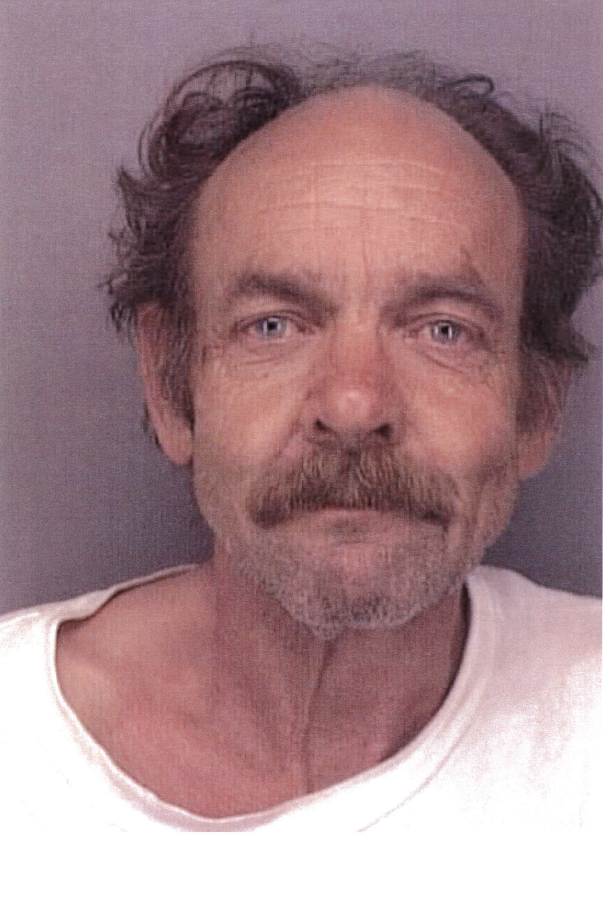
Terry Peder Rasmussen fotografiado en 2002 después de su arresto por el asesinato de Eunsoon Jun

En enero de 2017, se anunció que Denise Beaudin, desaparecida desde 1981, estaba relacionada con los asesinatos. Beaudin desapareció de Mánchester, New Hampshire, junto con su joven hija y su entonces novio Robert "Bob" Evans. No se denunció su desaparición hasta 2016, cuando su hija resurgió sana y salva en California después de que se diera más publicidad a los asesinatos y a la desaparición de Beaudin. La hija mantiene su nombre en privado.
El Centro Nacional para Menores Desaparecidos y Explotados anunció posteriormente que un hombre no identificado, conocido con el alias de "Robert Evans", había sido identificado a través del ADN como el padre de la hija mediana (que no estaba relacionada con las otras tres víctimas). Había abandonado a otra joven, "Lisa", en un campamento, y se descubrió que no era su hija. Su ADN confirmó que una de las niñas de Bear Brook era también la hija de Evans/Rasmussen. Las autoridades creían que Evans era el asesino de las cuatro víctimas de Bear Brook, pero no siguieron con la investigación.
Las autoridades dijeron en 2008 que la mujer de Bear Brook no era Beaudin. También dijeron que "Robert Evans" era un seudónimo y que la identidad legal del hombre era desconocida. En 2015 dijeron que la mujer adulta de Bear Brook había sido identificada como la madre de dos de las niñas. 
Evans murió en prisión en diciembre de 2010. Había sido declarado culpable y condenado como Evans por el asesinato y desmembramiento de su esposa en 2002, Eunsoon Jun.
En junio de 2017, la policía publicó un vídeo de una entrevista policial a Evans con la esperanza de encontrar su verdadera identidad. Dos meses después, Robert Evans fue confirmado como Terrence "Terry" Peder Rasmussen, a través de una prueba de ADN Y de una muestra de ADN aportada por uno de sus hijos de lo que se cree que era su primer matrimonio. Nacido en 1943, Rasmussen era un nativo de Denver, Colorado. Se casó en 1969, tuvo cuatro hijos y vivió en Phoenix, Arizona, y Redwood City, California. Su esposa lo dejó entre 1973 y 1974 y su familia lo vio por última vez alrededor de la Navidad de 1974. Uno de sus hijos de este matrimonio proporcionó la muestra de ADN que confirmó que Rasmussen era Evans en junio de 2017. Se cree que el anciano Rasmussen, conocido como el asesino del camaleón, ha utilizado "al menos cinco alias diferentes en una serie de delitos que han cometido durante décadas en todo el país, incluidos al menos cinco homicidios, y probablemente más".

### Identificaciones
El 6 de junio de 2019, los investigadores de New Hampshire dieron una conferencia de prensa sobre el caso y revelaron las identidades de tres de las víctimas. Marlyse Elizabeth Honeychurch (nacida en 1954) era la madre de Marie Elizabeth Vaughn (nacida en 1971) y Sarah Lynn McWaters (nacida en 1977),  todas ellas desaparecidas en La Puente, California, en torno al Día de Acción de Gracias de 1978, mientras salía con Rasmussen. Honeychurch discutió con su madre y abandonó la residencia, sin volver a contactar con sus parientes. Honeychurch pudo haber adoptado el alias "Elizabeth Evans" para usar en documentos legales durante mayo de 1980. Se cree que las cuatro víctimas fueron asesinadas antes de 1981, ya que se sabe que Rasmussen salió de New Hampshire después de este tiempo.
El hermanastro menor de Sarah, que nunca la había conocido, creó un post en 1999 en el sitio web Ancestry.com en un esfuerzo por localizarla. Nació en Hawaiian Gardens, California, cuando su padre estaba en los Marines. Publicaciones similares también ayudaron a identificar a las víctimas.
Marlyse se había casado previamente con el padre de Marie en junio de 1971 y se divorció en 1974. Se casó con el padre de Sarah en septiembre de 1974, y los dos se separaron cuando se sabía que estaba saliendo con Rasmussen. Ambos niños pasaron por períodos en los que estuvieron bajo la custodia de sus padres, pero Marlyse más tarde recuperaría la tutela. En octubre de 1978, el padre de Sarah estaba viendo a otra mujer y, probablemente, Sarah estaba al cuidado de su madre.
La identidad de la cuarta víctima aún no se conoce, pero los investigadores declararon que mediante pruebas avanzadas de ADN pudieron confirmar que la niña era hija de Rasmussen. Hasta ahora no han podido identificar quién es la madre de la niña y si puede estar viva o no. En febrero de 2020, el Centro Nacional de Niños Desaparecidos y Explotados y la Policía Estatal de New Hampshire publicaron una nueva versión de la imagen de la cuarta víctima.

## Otras lecturas
- Chiu, Allyson (7 de junio de 2019). "3 cuerpos escondidos en bidones permanecieron sin identificar durante décadas. The Washington Post. Recuperado el 7 de junio de 2019 - vía Boston.com.
- Murphy, Shelley (9 de noviembre de 2019). «El funeral de la madre y la hija pone fin a un largo misterio». p. The Boston Globe. Consultado el 10 de noviembre de 2019.